# Temps de réponse (psychologie)
Pour les articles homonymes, voir temps de réponse.
Le temps de réponse ou temps de réaction correspond au temps de latence entre la présentation d'un stimulus (auditif, visuel etc.) et la réponse que l'on doit apporter sur ce stimulus. Plus le temps de réaction est bas (c'est-à-dire court), plus la réaction est rapide.

## Définition dans le domaine routier
Selon le « portail national Éducsol » du ministère de l’Éducation nationale français (en partenariat avec la Prévention routière) : 

« Le temps de réaction est la période pendant laquelle le cerveau réalise l’arrivée d’un événement et va faire intervenir une action (mouvement de déplacement, freinage ...). »

Pour un usager en bonne condition, le temps de réaction généralement admis est d'une seconde. Cependant, ce temps de réaction peut être allongé par un « défaut d’attention  » (conversation téléphonique, distraction) ou par la condition physique (fatigue, maladie, prise de médicament(s), alcool, drogue). Ce temps peut varier de 0,5 seconde pour un conducteur concentré à 2 secondes pour un conducteur à l'« attention diffuse ».
À la vitesse de 36 kilomètres par heure (10 mètres par seconde) une distance de dix mètres est parcourue avant la réaction, si le temps de réaction est d'une seconde.
À la vitesse de 72 kilomètres par heure (20 mètres par seconde) une distance de quarante mètres est parcourue avant la réaction, si le temps de réaction est de deux secondes.
Le temps de réaction est considéré comme un sujet entrant dans le cadre de l'examen du permis de conduire européen par la Directive 2006/126/CE

## Dans le domaine du sport

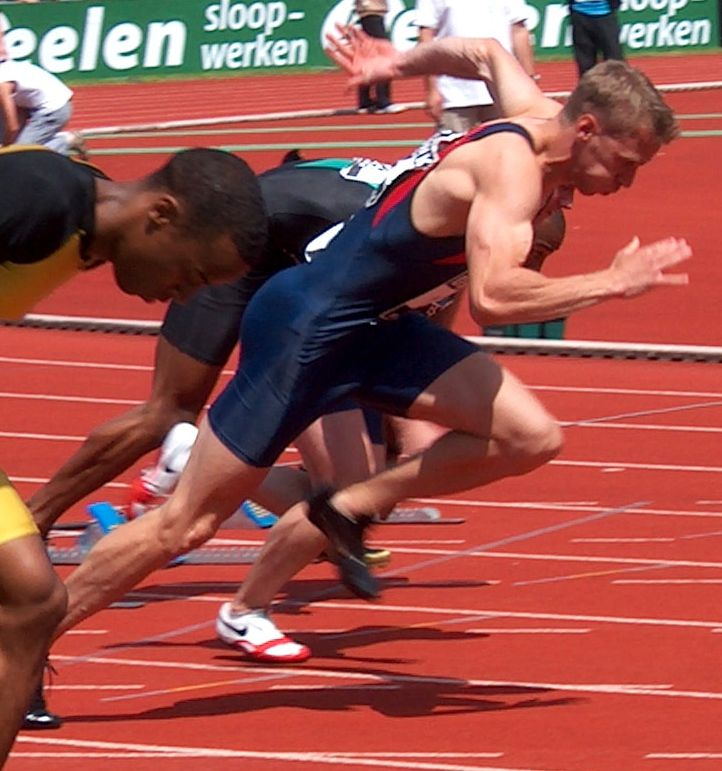
Départ d'une course de 100m.

Le temps de réponse est essentiel pour la performance d'un sportif dans des disciplines telles que le sprint, la natation, les sports de raquette ou les sports de combat (escrime, boxe,...), mais aussi dans les sports collectifs comme le football, le basket-ball, le handball, le hockey, etc.
Une étude publiée en 2013 comparant les temps de réaction de sportifs de différentes disciplines avec ceux de non sportifs montre une différence significative en faveur des sportifs, les footballeurs ayant un temps de réaction moyen de 336 ms et les basketteurs de 349 ms, là où les non sportifs ont un temps de réaction de 436 ms. Les paramètres de temps de réaction des athlètes ne varient pas entre les différentes disciplines étudiées, à l'exception de ceux des judokas.